# 车凌 (准噶尔)
车凌（?—?），又作车零、策凌，清朝卫拉特准噶尔部首领。绰罗斯氏。
车凌的高祖父墨尔根岱青和策妄多尔济那木扎尔的高祖父是巴图尔珲台吉亲兄弟，曾祖父丹津，祖父都噶尔，达玛林次子。1702年随阿剌布坦（都噶尔子阿喇布坦）内徙清朝，驻牧推河。1731年，大策凌敦多布的煽动下，他侵攻喀尔喀诸札萨克。被清军击退，他和辉特辅国公巴济、哥哥茂海投奔准噶尔，在伊塞克湖驻牧，死于该地区。